# Violkovité

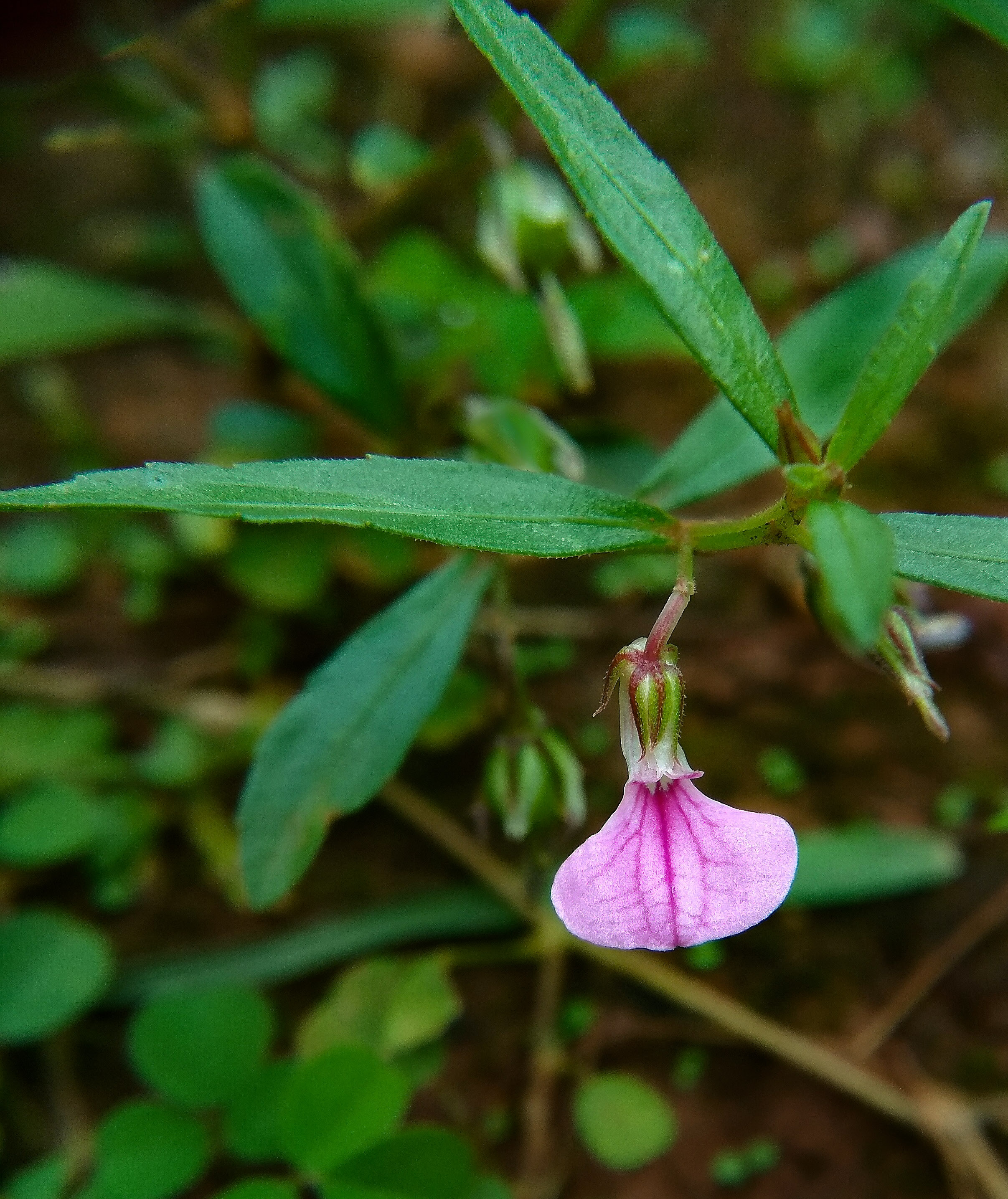
Kvetoucí Hybanthus enneaspermus

Violkovité (Violaceae) je čeleď vyšších dvouděložných rostlin z řádu
malpígiotvaré (Malpighiales). Jsou to dřeviny i byliny s jednoduchými, střídavými nebo vstřícnými listy. Květy mohou být dvoustranně souměrné nebo pravidelné, uspořádané v květenstvích různých typů. Plodem je nejčastěji tobolka. Čeleď zahrnuje asi 1100 druhů ve 29 rodech. Je rozšířena po celém světě, s největším zastoupením v tropech. V České republice se stejně jako v celé Evropě vyskytuje pouze rod violka.

## Charakteristika
V mírném pásu je čeleď známa především podle rodu violka, který je ale svým bylinným vzrůstem a morfologií květů
v rámci čeledi výjimkou. Většina zástupců čeledi roste v tropech a jedná se o dřeviny, z nichž řada druhů ani nemá dvoustranně souměrné květy a violku ani vzdáleně nepřipomíná.

## Popis
Zástupci violkovitých jsou převážně keře, polokeře a stromy, v menší míře i liány (např. Achietea) nebo byliny (violky, některé druhy rodu Hybanthus). Dřevo stromovitých zástupců je spíše měkké a světlé, kůra bývá hladká a bez prasklin. Listy jsou jednoduché, střídavé nebo vstřícné, řapíkaté nebo řidčeji téměř přisedlé, s nápadnými, vytrvalými nebo opadavými palisty. Čepel listů je celistvá nebo výjimečně zpeřeně členěná, celokrajná, pilovitá nebo vroubkovaná, se zpeřenou nebo výjimečně dlanitou žilnatinou.
Květy jsou oboupohlavné, pravidelné až silně dvoustranně souměrné, jednotlivé nebo v úžlabních, vrcholových nebo i kauliflorních (rod Leonia) květenstvích různých typů, případně jednotlivé. Kalich je složený z 5 volných lístků, za plodu vytrvalý. Koruna je pětičetná. Korunní lístky jsou stejné nebo nestejné, volné nebo na bázi srostlé. U některých rodů s dvoustranně souměrnými květy včetně violek jsou květy otočené o 180° (resupinátní), s nejspodnějším korunním lístkem vakovitě vydutým nebo přeměněným v ostruhu. Tyčinek je 5 (výjimečně jen 3), nitky mohou být volné nebo srostlé do trubičky.
Semeník je svrchní, srostlý ze 3 (2 až 5) plodolistů, s jedinou komůrkou s parietální placentací a jednou čnělkou. V každém plodolistu je jedno nebo několik vajíček.
Plodem je tenkostěnná nebo častěji kožovitá až dřevnatá tobolka pukající 3 (2 až 6) chlopněmi, řidčeji bobule.

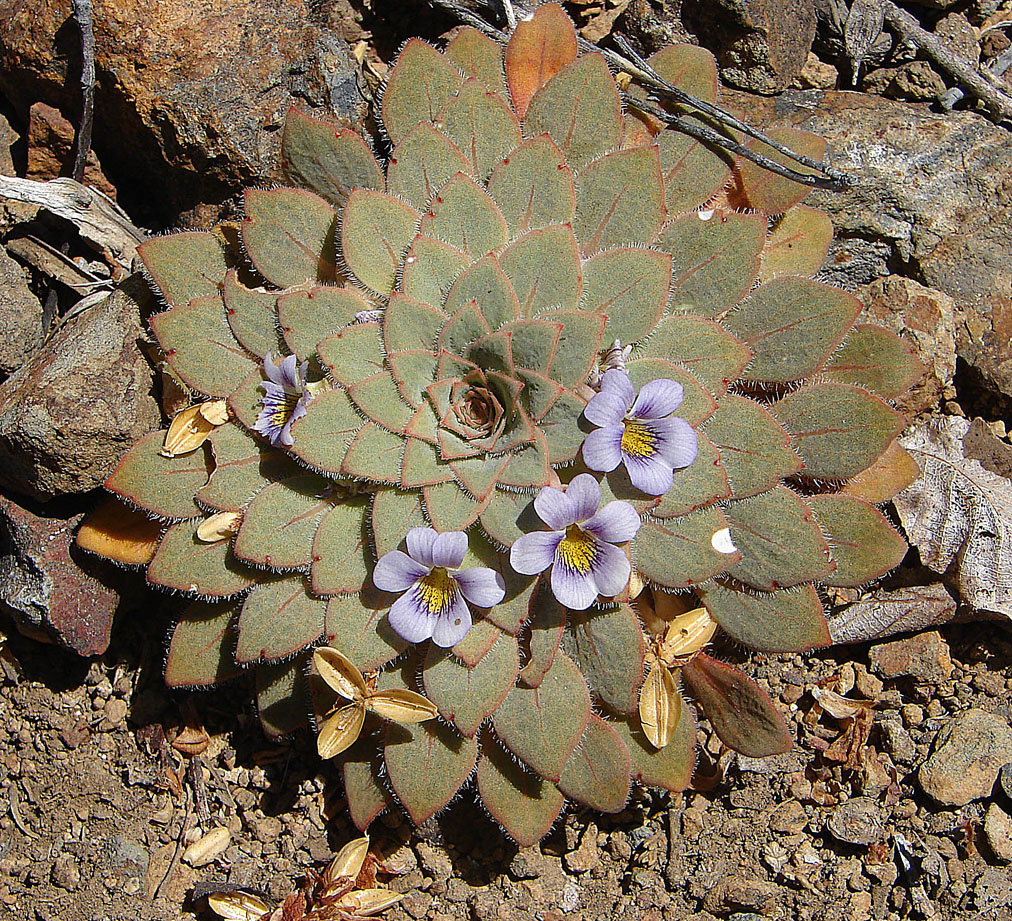
Andská violka Viola rosulata
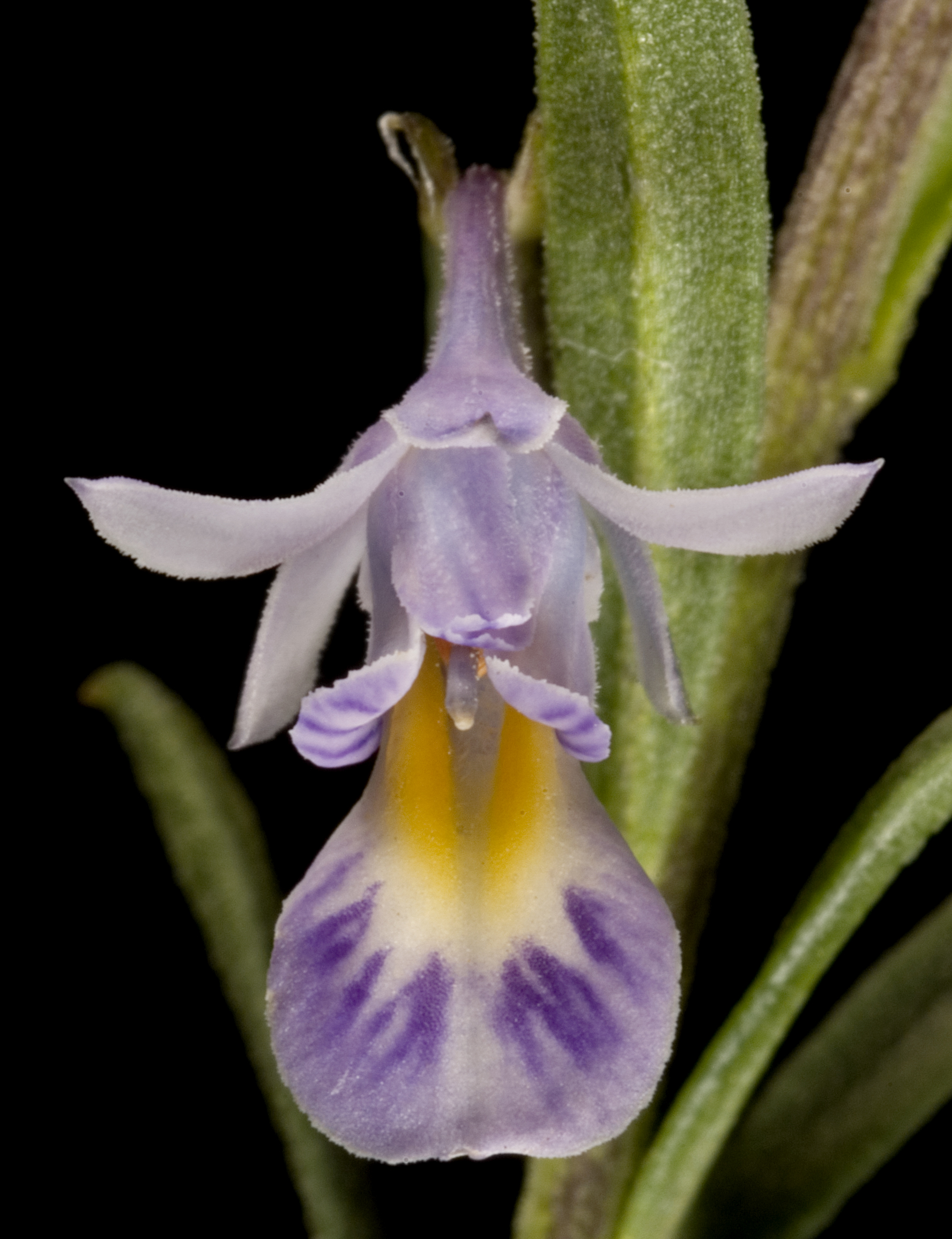
Květ Hybanthus floribundus
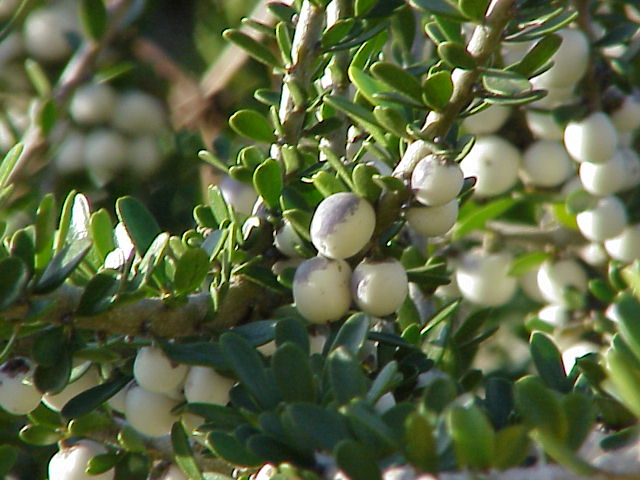
Mnohočerák Melicytus crassifolius s plody
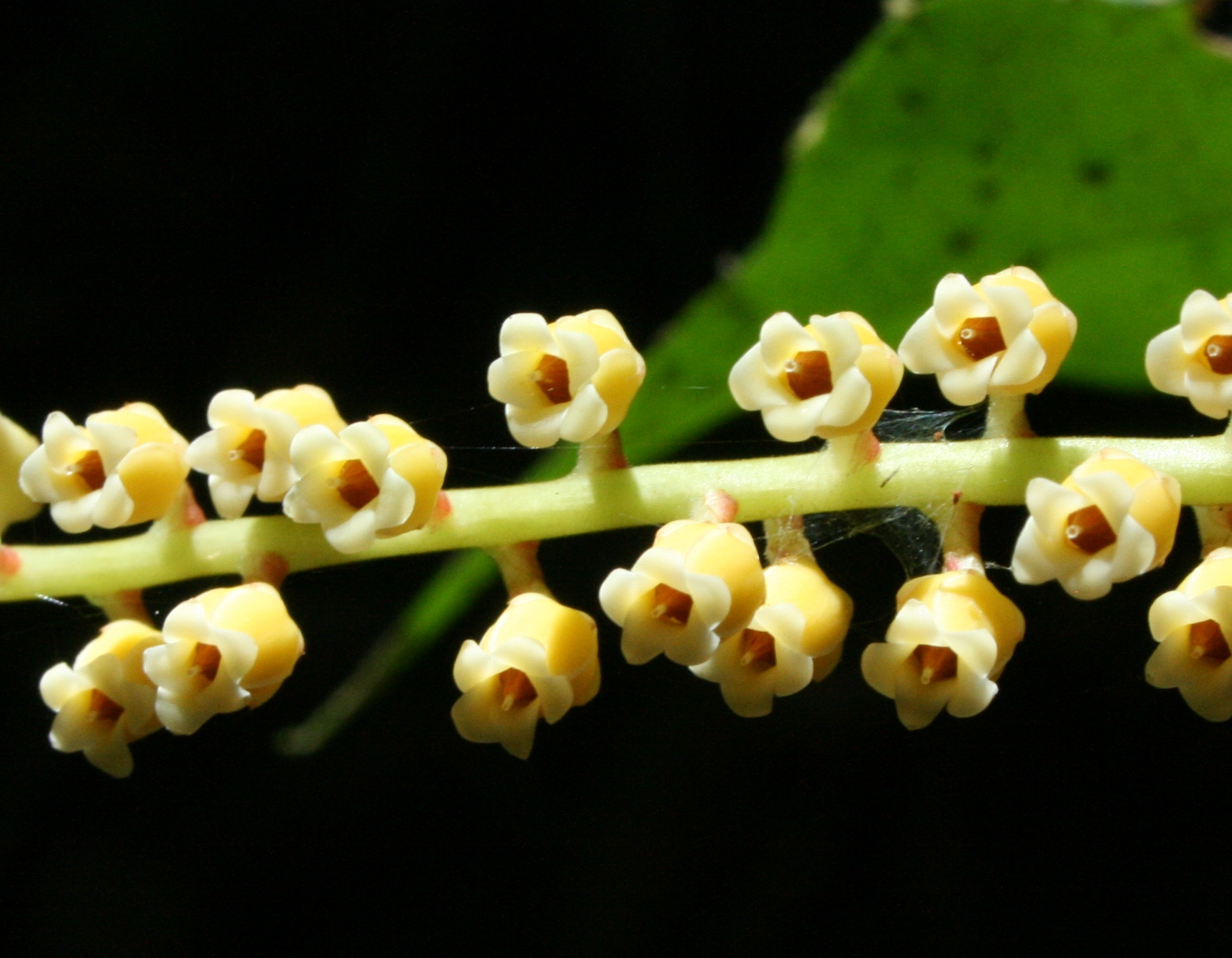
Květenství Rinorea melanodonta
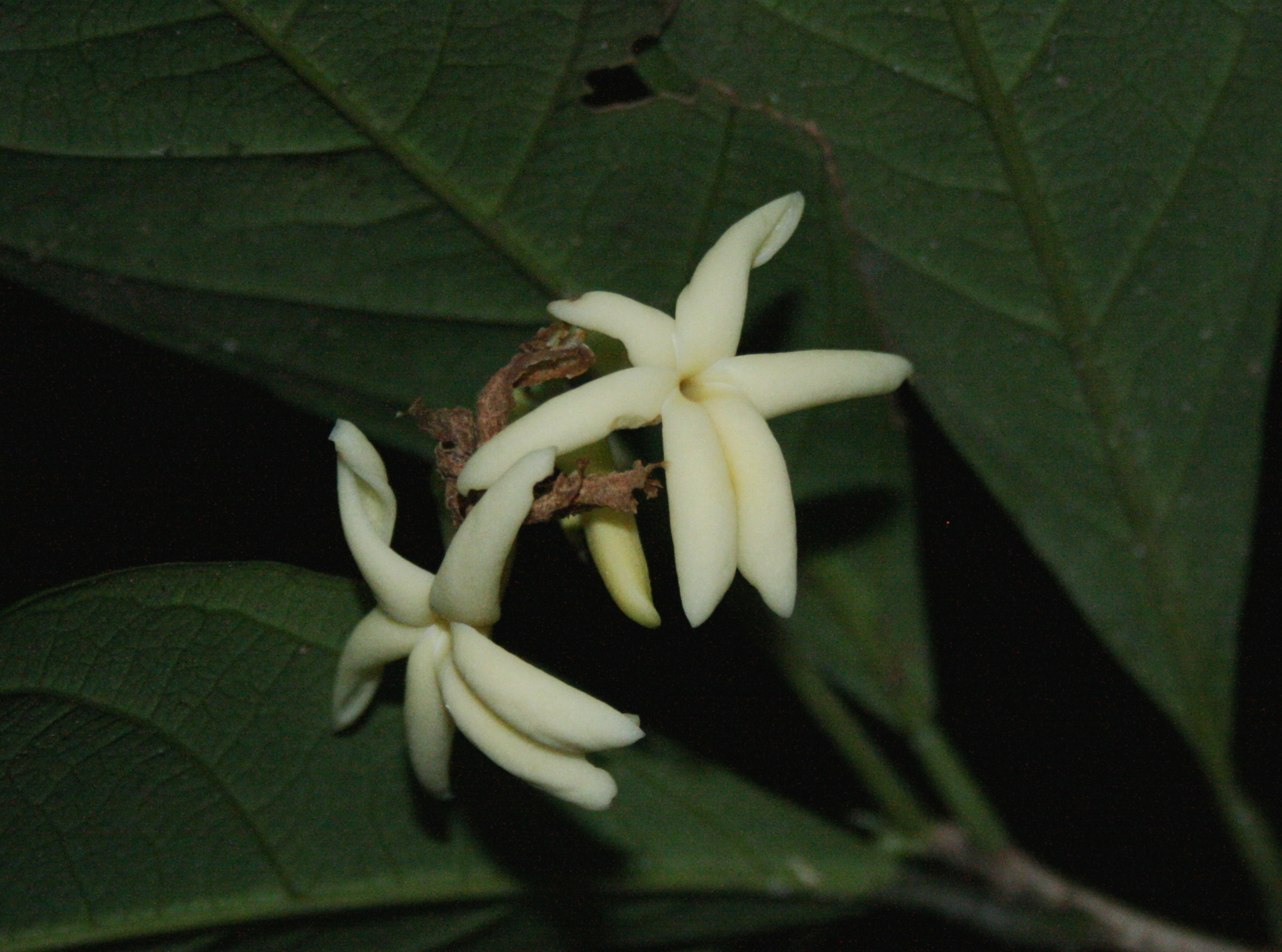
Jihoamerický keř Amphirrhox longifolia
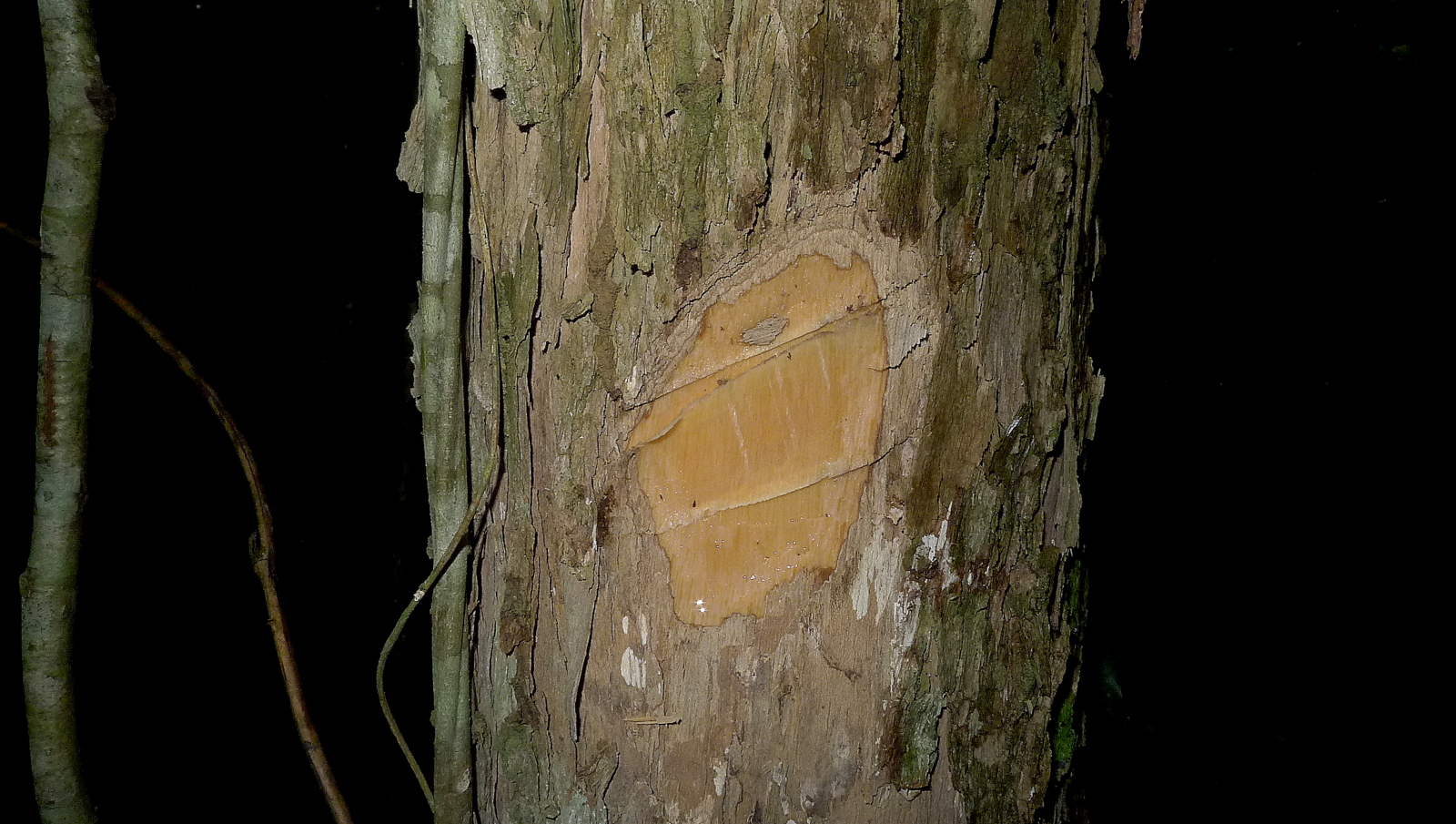
Kmen Rinorea

## Rozšíření
Čeleď zahrnuje asi 1100 druhů ve 29 rodech. Je rozšířena po celém světě. Největším rodem je violka (Viola), kosmopolitní rod zahrnující přes 400 druhů, rozšířených v mírném pásu i v horských polohách tropů. Zbývající rody jsou až na výjimky (některé subtropické druhy Hybanthus) tropické. Další velké rody jsou Rinorea (160 druhů) a Hybanthus (100 druhů). Tyto 3 největší rody zahrnují v klasickém pojetí asi 93 % všech druhů čeledi.
V tropických deštných lesích rostou violkovité jako keře a menší stromy, zpravidla nedosahující korunního patra pralesa. Vyskytují se i v horských a mlžných lesích. Rod violka dosahuje největší druhové diverzity v jihoamerických Andách, kde některé druhy dosahují nadmořských výšek až okolo 6000 metrů a blíží se hranici věčného sněhu.
V Evropě je čeleď zastoupena pouze rodem violka. V květeně České republiky se celkově vyskytuje asi 23 druhů violek (Viola), některé další druhy jsou pěstovány jako zahradní rostliny a občas zplaňují.

## Obsahové látky
Violkovité nejsou z hlediska obsahových látek příliš prozkoumány a platí to zejména pro dřevnaté zástupce. U druhu Hybanthus enneaspermus byly zjištěny alkaloidy a saponiny.
Violky obsahují různé prchavé sloučeniny, triterpeny aj. U některých violkovitých byla zjištěna akumulace různých kovů, zejména hliníku (Allexis, Amphirrhox), niklu (Hybanthus, Rinorea, Agatea deplanchei) a zinku (některé violky).

## Ekologické interakce
Květy většiny zástupců čeledi jsou opylovány hmyzem, zejména motýly, včelami a čmeláky. Některé violky z vysokých poloh And jsou opylovány drobnými mouchami. Jihoamerická popínavá violka Viola arguta má červené květy a je opylována pravděpodobně kolibříky. Část druhů tvoří v květech nektar, u některých však nektar chybí a opylovačům poskytují pouze pyl.
U mnohých druhů violek se vyvíjejí mimo normálních květů i tzv. kleistogamické květy, které jsou drobnější a méně nápadné než normální květy, ani v největším rozkvětu se plně neotevírají a dochází v nich k samoopylení.
Tobolky řady druhů se otevírají explozivně a vystřelují semena až do vzdálenosti 2 metrů.
Semena některých druhů violek a dalších zástupců čeledi (např. Rinorea) jsou šířena mravenci, kteří je vyhledávají pro dužnatý výrůstek, nazývaný masíčko neboli karunkula. Semena jihoamerického druhu Paypayrola grandiflora jsou uzavřena v zářivě oranžovém míšku a jsou roznášena ptáky. Ptáci rozšiřují také semena tropických druhů s bobulemi. Semena některých violkovitých jsou šířena také vzduchem a vodou. Některé druhy rodu Rinorea mají na listech domatia, obývaná symbiotickými roztoči.

## Taxonomie
V klasických taxonomických systémech byla čeleď violkovité řazena do řádu violkotvaré (Violales), obsahujícího větší počet čeledí,
z nichž některé byly v systému APG přesunuty spolu s čeledí violkovité do obsažného řádu malpígiotvaré (Malpighiales).
Podle výsledků fylogenetických studií je nejblíže příbuznou skupinou čeleď mučenkovité (Passifloraceae), zahrnující v novém pojetí i čeledi Malesherbiaceae a Turneraceae. Za bazální větev čeledi Violaceae je považován rod Fusispermum.
Rody Rinorea a Hybanthus jsou v současném pojetí parafyletické a čeká je taxonomická revize.
V současné taxonomii je čeleď Violaceae členěna do 3 podčeledí.
- podčeleď Fusispermoideae – pouze rod Fusispermum
- podčeleď Leonioideae – pouze rod Leonia
- podčeleď Violoideae – ostatní rody, dělena do dvou tribů
  - tribus Rinoreeae – převážně rody s dvoustranně souměrnými květy
  - tribus Violeae – převážně rody s pravidelnými květy.[1]

## Zástupci
- mnohočerák (Melicytus)
- violka (Viola)[6]

## Význam

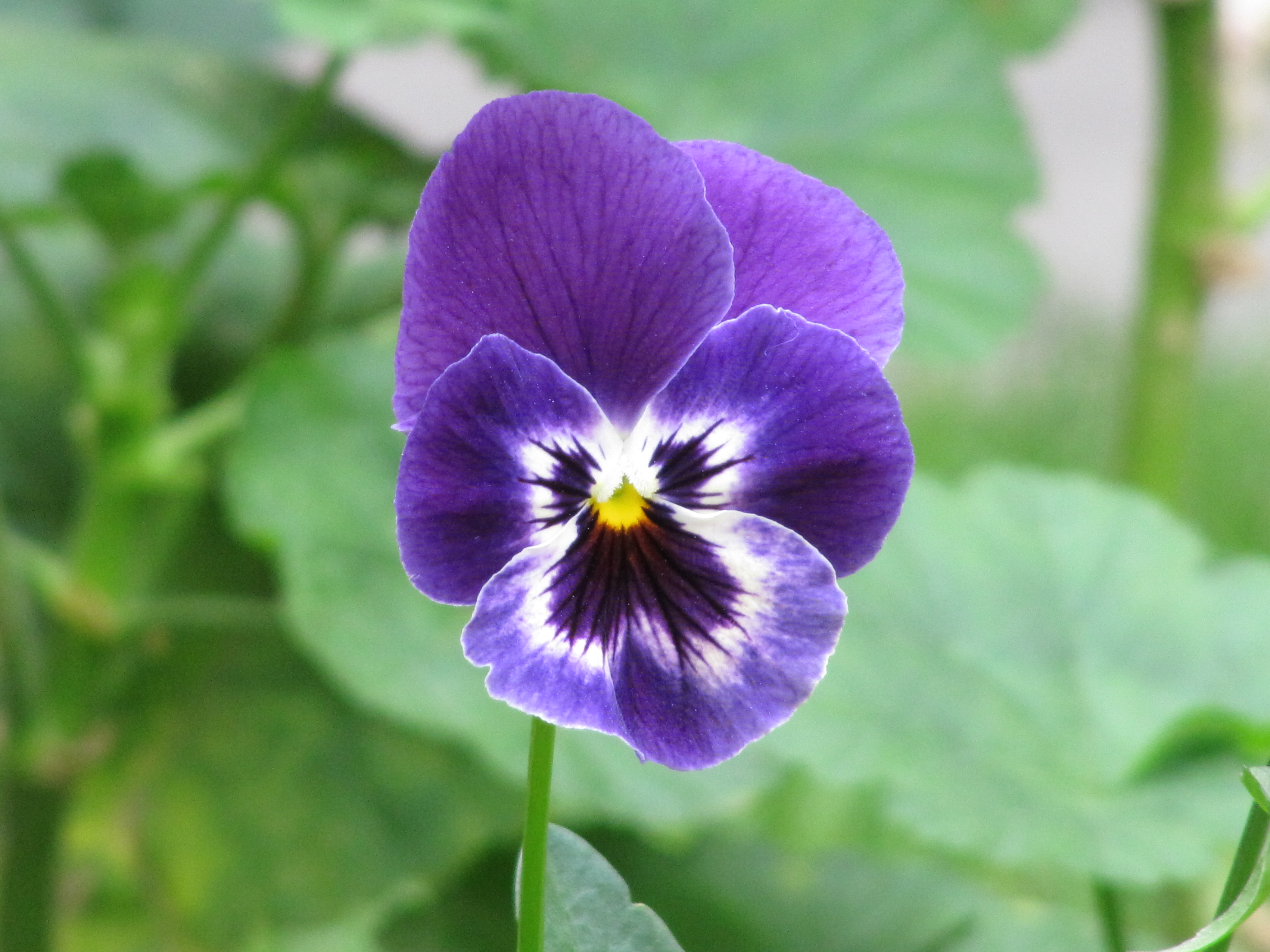
Kultivar violky zahradní

Violkovité nemají velký ekonomický význam. Různé druhy a kultivary violek jsou oblíbenými zahradními rostlinami. Violka vonná je občas sbírána jako léčivá rostlina.
Oddenky a kořeny Hybanthus ipecacuanha byly využívány jako náhražka hlavěnky dávivé (Psychotria ipecacuanha),
používané v minulosti jako emetikum. Dávivý účinek mají i kořeny některých jiných rodů (Anchietea, Calyptrion). Plody jihoamerického druhu Leonia glycycarpa jsou jedlé.

## Seznam rodů
Afrohybanthus,
Agatea,
Allexis,
Amphirrhox,
Anchietea,
Calyptrion,
Cubelium,
Decorsella,
Fusispermum,
Gloeospermum,
Hekkingia,
Hybanthopsis,
Hybanthus,
Isodendrion,
Ixchelia,
Leonia,
Mayanaea,
Melicytus,
Noisettia,
Orthion,
Paypayrola,
Phyllanoa,
Pigea,
Pombalia,
Rinorea,
Rinoreocarpus,
Schweiggeria,
Scyphellandra,
Viola